# Ford Transit Bus

De Ford Transit Bus was een autobus geproduceerd door de Amerikaanse busfabrikant Ford Motor Company tussen 1936 en 1947.
Ford bouwde de chassis, dat weer gezet werd op een carrosserie van Union City Body Company. De Canadese versies werden gebouwd op een chassis dat gebouwd werd in Windsor en carrosserie dat gebouwd werd door Brantford Coach & Body.
Aanvankelijk werden er 11.000 Ford Transits gebouwd.

## Inzet

### Amerika

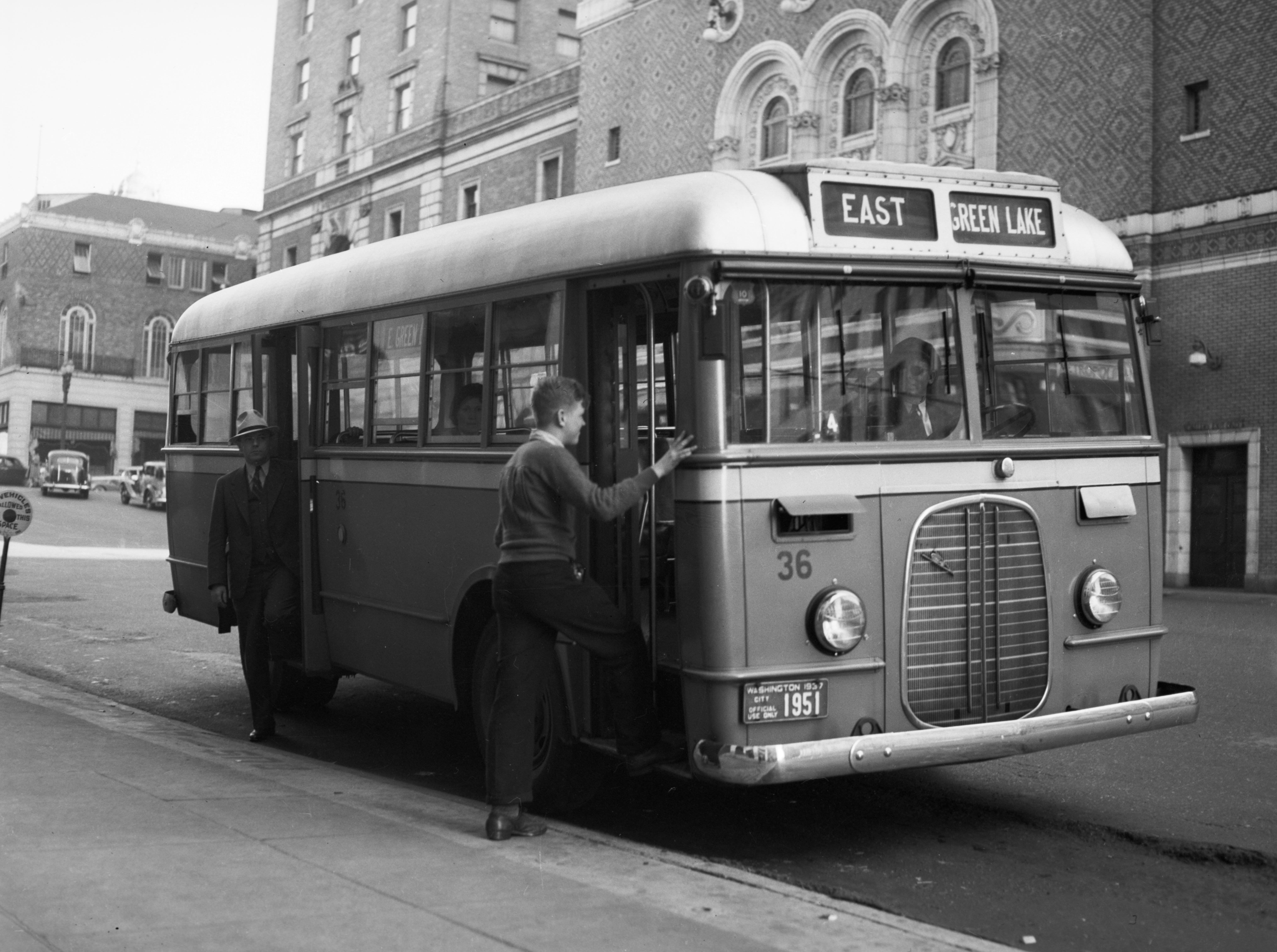
Een Ford Transit Bus in Seattle in 1937

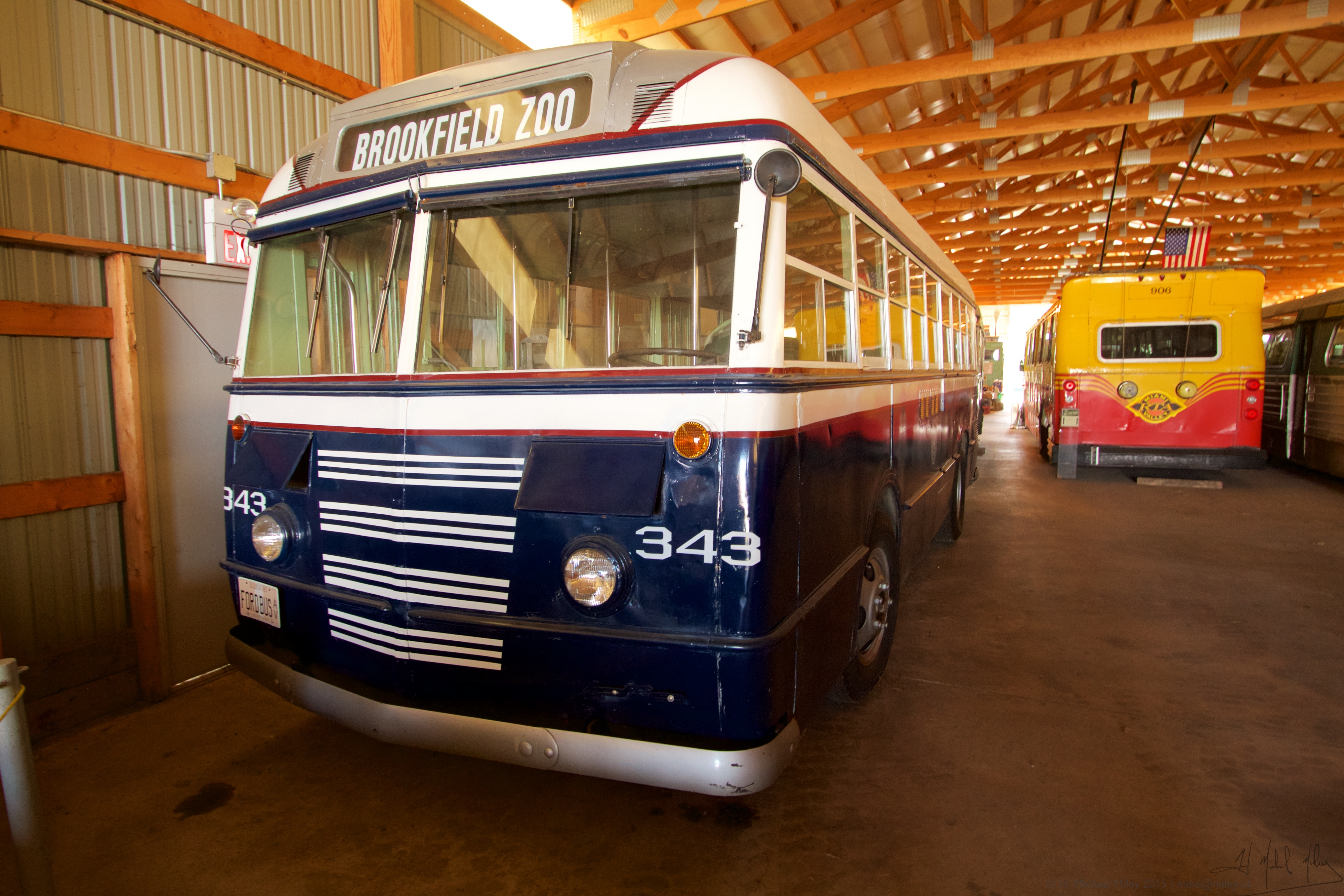
1944 Ford Transit Bus bij het Illinois Railway Museum

Grote afnemers waren onder andere Detroit Department of Street Railways, Capital Transit Company uit Washington D.C., Philadelphia Transportation Company, Chicago Surface Lines uit San Antonio, The Milwaukee Electric Railway & Transport Company, Toronto Transportation Commission en Boston Elevated Railway. De Public Service Interstate Transportation Company uit New Jersey had de grootste vloot, bestaande uit 586 nieuwe en zeven tweedehandse bussen.

### Europa
Ook werden er enkele exemplaren geëxporteerd naar andere landen, waaronder enkele Europese landen. Enkele exemplaren kwamen in dienst in Nederland bij onder andere BBA en NZHSTM.